# Cerfontaine
Cerfontaine é um município da Bélgica localizado no distrito de Philippeville, província de Namur, região da Valônia.